# Olimpi Panov
Olimpi Panov (în bulgară Олимпий Панов; n. 29 iunie 1852, Taraclia, gubernia Basarabia, Imperiul Rus – d. 6 martie 1887, Ruse, Principatul Bulgariei) a fost un revoluționar, militar și ministru bulgar originar din Basarabia. 
A fost comandant al artileriei în timpul războiului sârbo-bulgar (1885), după care ministru de război (timp de patru zile) în guvernul interimar al lui Petko Karavelov după lovitura de stat împotriva prințului Alexander Battenberg. A fost condamnat la moarte și executat pentru încercarea sa de a se alătura revoltei ofițerilor din 1887.

## Biografie
S-a născut în satul Șop-Taraklia (actualmente Taraclia, R. Moldova) din ținutul Bender, gubernia Basarabia (Imperiul Rus) în familia unor bulgari basarabeni. A absolvit gimnaziul din Bolgrad în 1867 și și-a continuat studiile la Școala Tehnică de Drumuri și Poduri din București.
În România i-a cunoscut pe Liuben Karavelov, Anghel Kancev și Panaiot Hitov. Din 1872 până în 1874 a fost membru și secretar al Comitetului central revoluționar bulgar din București. În perioada 1875-1876 a studiat ingineria civilă la Paris, după care s-a întors la București și a devenit vicepreședinte al Societății bulgare de caritate (1876). A participat la recrutarea voluntarilor bulgari pentru războiul sârbo-turc.
În timpul pregătirii războiului ruso-turc (1877-1878), s-a înrolat în miliția bulgară. A fost voluntar în prima companie a primei companii de voluntari. A luat parte la luptele de lângă Stara Zagora. Pentru curajul său, a fost avansat la rangul de praporgic. S-a manifestat în luptele din Pasul Șipka, pentru care fapt, a fost decorat pentru vitejie cu Crucea „Sf. Gheorghe”. 
După încheierea războiului a absolvit Academia de Artilerie „Mihailovski” din Sankt Petersburg (1880-1883).
S-a alăturat armatei bulgare în calitate de comandant al celei de-a doua baterii de munte, după care a fost numit ofițer superior de baterii în ce-a de-a 12-a baterie din Șumen. La sfârșitul anului 1884 a preluat comanda celei de-a 5-a baterii a Regimentului 1 de artilerie.
Imediat după Unificarea Bulgariei în 1885 și plecarea ulterioară a ofițerilor ruși, a fost numit șef de artilerie în armata bulgară. În timpul războiului sârbo-bulgar, a contribuit la victoria trupelor bulgare în bătălia de la Slivnița. În a treia zi a bătăliei, pe 7 noiembrie, într-un moment de ezitare a Statului Major General bulgar și a comandamentului Corpului de Vest, Panov i-a condus pe câțiva apărători din fortificațiile lor din centrul pozițiilor împotriva Diviziei sârbe „Drina”. Atacul a împiedicat un contraatac sârb pe dealul Tri Ușî și a însemnat încheierea cu succes a bătăliei. O lună mai târziu, pe 9 decembrie, Panov a semnat pactul de încetare a focului cu Serbia.
În aprilie 1886 Panov a fost numit comandant al unei brigăzii de artilerie noi formată, cu gradul de maior. După lovitura de stat din 9 august, vizând detronarea prințului Alexandru I, a fost timp de patru zile (12-16 august) ministru de război în guvernul interimar al lui Petko Karavelov. El a mediat cu succes prevenirea unui conflict armat, convingându-i pe oponenții lui Battenberg să părăsească Sofia înainte de sosirea trupelor loiale prințului. A fost arestat la scurt timp după ce lovitura de stat a eșuat. În noiembrie, a fost demis din armată, fiind suspectat de implicarea într-o conspirație la Școala Militară pentru răsturnarea Regenței. Guvernul lui Radoslavov l-a internat la Loveci, iar mai târziu (ianuarie 1887) l-a externat în România. La București, Panov s-a alăturat comitetului revoluționar care pregătea o revoltă în Bulgaria. După anunțarea revoltei în Ruse pe 19 februarie 1887, el a încercat să se alăture rebelilor, dar a fost capturat trecând Dunărea. Deși nu a reușit să se alăture revoltei, a fost condamnat la moarte și împușcat împreună cu liderii săi lângă Ruse, pe dealul Leventa.